# Кристина Роуз
Кристина Роуз (англ. Kristina Rose), настоящее имя Трейси Куин Перес (англ. Tracey Quin Perez; род. 14 апреля 1984 года, Сан-Диего, Калифорния) — американская порноактриса.

## Биография
В возрасте 18 лет Кристина уже была вовлечена в порноиндустрию, работая в службе поддержки одного из сайтов для взрослых. Когда она уволилась по причине переезда компании, единственными организациями, которые откликнулись на её резюме оказались организации связанные с порноиндустрией. Она стала ассистентом фотографа, который предложил ей стать моделью. Но в первой съёмке она приняла участие, когда ей исполнилось 23 года. С 2007 года Кристина Роуз начала сниматься в порнофильмах.
В 2008 году снялась в своей первой анальной сцене в фильме студии Elegant Angel Kristina Rose: Dirty Girl. Так же снялась в их же фильме Performers of the Year 2009.
Её любимые порноактрисы — это Дженна Хейз, Рэйлин и Кэссиди Рэй. А её лучшей подругой является также порноактриса Алексис Тексас.
Она также снялась в клипе "Why? Where? What?" в исполнении рэп-группы King Fantastic.
На 2013 год Кристина Роуз снялась в 431 картине.

## Премии и номинации

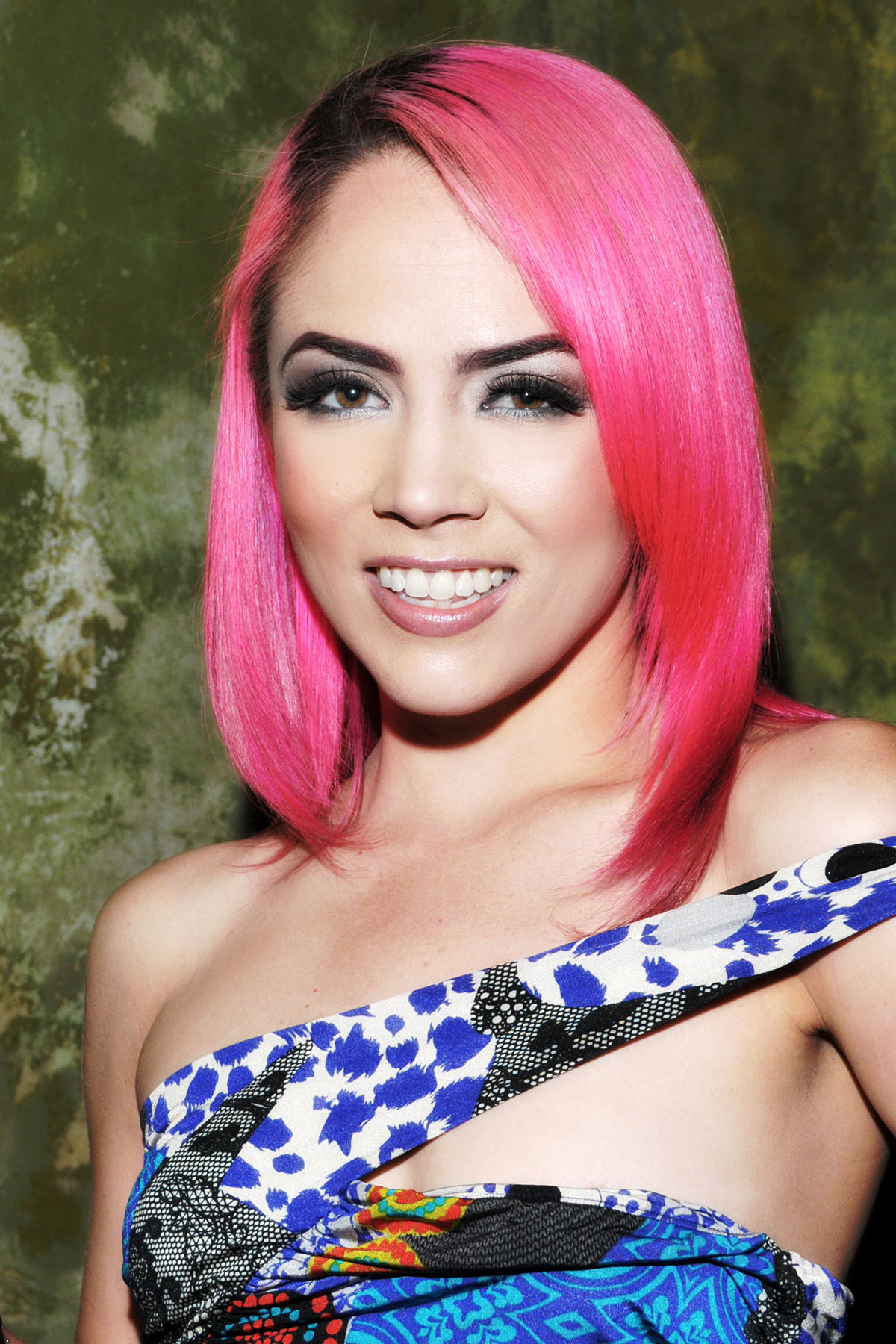
Кристина Роуз на церемонии награждения XRCO в Голливуде, Калифорния, 14 апреля 2015 года

| Год  | Церемония  | Категория                             | Работа                                                                                    | Результат |
| ---- | ---------- | ------------------------------------- | ----------------------------------------------------------------------------------------- | --------- |
| 2009 | AVN Award  | Лучшая сцена секса втроем             | Sweet Cheeks 10                                                                           | Номинация |
| 2009 | AVN Award  | Лучшая сцена лесбийского секса        | Squirt Gangbang 3                                                                         | Номинация |
| 2009 | XRCO Award | Новая старлетка                       |                                                                                           | Номинация |
| 2009 | Hot d'Or   | Лучшая американская старлетка         |                                                                                           | Номинация |
| 2009 | XBIZ Award | Новая лучшая старлетка года           |                                                                                           | Номинация |
| 2009 | CAVR Award | Звезда года                           |                                                                                           | Победа    |
| 2010 | AVN Award  | Лучшая лесбийская групповая сцена     | Bitchcraft 6                                                                              | Номинация |
| 2010 | AVN Award  | Лучшая лесбийская сцена втроем        | Storm Squirters 6                                                                         | Номинация |
| 2010 | AVN Award  | Лучшая сцена анального секса          | Kristina Rose Is Slutwoman                                                                | Номинация |
| 2010 | AVN Award  | Лучшая сцена анального секса          | Rocco Ravages LA                                                                          | Номинация |
| 2010 | AVN Award  | Лучшая сцена двойного проникновения   | Kristina Rose Is Slutwoman                                                                | Номинация |
| 2010 | AVN Award  | Лучшая сцена группового секса         | Pornstar Workout                                                                          | Номинация |
| 2010 | AVN Award  | Лучшая сцена орального секса          | Kristina Rose Is Slutwoman                                                                | Номинация |
| 2010 | AVN Award  | Лучшая актриса второго плана          | Seinfeld: A XXX Parody                                                                    | Номинация |
| 2010 | AVN Award  | Лучшая сцена триолизма                | Kristina Rose: Dirty Girl                                                                 | Номинация |
| 2010 | AVN Award  | Актриса года                          |                                                                                           | Номинация |
| 2010 | XRCO Award | Актриса года                          |                                                                                           | Номинация |
| 2010 | XRCO Award | Супершлюха                            |                                                                                           | Номинация |
| 2010 | XRCO Award | Оргазмическая оралистка               |                                                                                           | Номинация |
| 2011 | AVN Award  | Лучшая сцена лесбийского секса втроем | Buttwoman vs. Slutwoman (вместе с Алексис Тексас и Асой Акирой)                           | Победа    |
| 2011 | AVN Award  | Лучшая парная сцена                   | Kristina Rose Is Slutwoman (вместе с Мануэлем Феррарой)                                   | Победа    |
| 2011 | AVN Award  | Лучшая сцена группового секса         | Buttwoman vs. Slutwoman (вместе с Алексис Тексас, Gracie Glam и Michael Stefano)          | Победа    |
| 2011 | XRCO Award | Супершлюха года                       |                                                                                           | Победа    |
| 2012 | AVN Award  | Лучшая лесбийская групповая сцена     | Party of Feet 3 (вместе с Синн Сэйдж, Алексис Тексас и Энн Мэри)                          | Номинация |
| 2012 | AVN Award  | Самая возмутительная сцена секса      | Party of Feet 3 (вместе с Синн Сэйдж, Алексис Тексас и Энн Мэри)                          | Номинация |
| 2012 | AVN Award  | Лучшая сцена лесбийского секса        | Celeste (вместе с Селеста Стар)                                                           | Номинация |
| 2012 | AVN Award  | Лучшая сцена анального секса          | Nacho Invades America (вместе с Начо Видаль)                                              | Номинация |
| 2012 | AVN Award  | Лучшая сцена стриптиза                | Party Girls                                                                               | Номинация |
| 2012 | AVN Award  | Лучшая сцена орального секса          | Let Me Suck You                                                                           | Номинация |
| 2012 | AVN Award  | Актриса года                          |                                                                                           | Номинация |
| 2012 | AVN Award  | Лучшая сцена секса втроем             | Ass Worship 13 (вместе с Начо Видалем и Джадой Стивенс)                                   | Победа    |
| 2013 | XBIZ Award | Оргазмическая оралистка               |                                                                                           | Победа    |
| 2013 | AVN Award  | Актриса года                          |                                                                                           | Номинация |
| 2013 | AVN Award  | Лучшая сцена стриптиза                | Seduction                                                                                 | Номинация |
| 2013 | AVN Award  | Лучшая сцена анального секса          | Kristina Rose: Unfiltered (вместе с Michael Stefano)                                      | Номинация |
| 2013 | AVN Award  | Лучшая сцена лесбийского секса        | Kristina Rose: Unfiltered (вместе с Белладонной)                                          | Номинация |
| 2015 | AVN Award  | Лучшая лесбийская групповая сцена     | Lisa Ann’s School of MILF (вместе с Холли Майклз, Мэдди О’Райли, Пресли Харт и Лизой Энн) | Номинация |